# Hettstadt
Hettstadt è un comune tedesco di 3 770 abitanti, situato nel land della Baviera.